# Smith & Wesson Double Action Kipplauf-Revolver

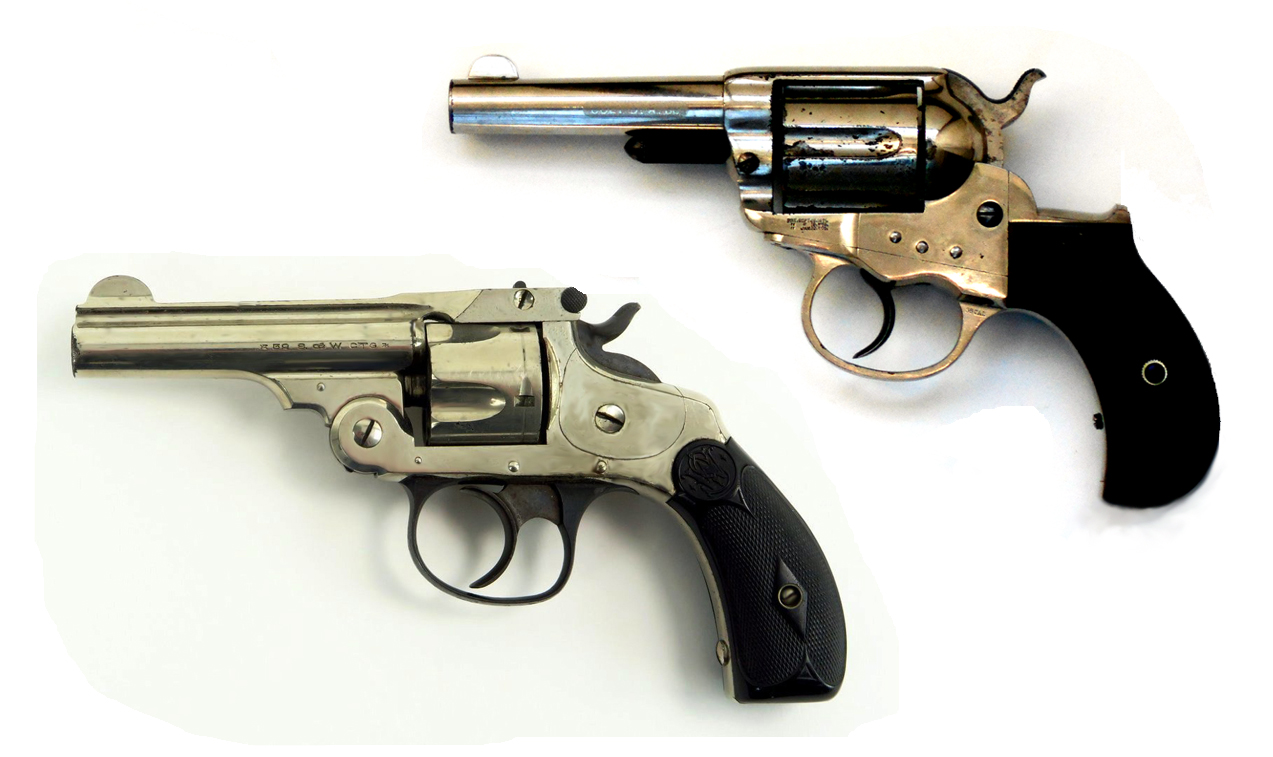
S&W .38 DA Kipplauf-Revolver (links unten) neben einem Colt Model 1877 Lightning mit festem Rahmen

Die Smith & Wesson Double Action Kipplauf-Revolver in den Kalibern .44, .38 S&W und .32 waren Weiterentwicklungen des Smith & Wesson No 3 und hatten einen Spannabzug.

## Geschichte

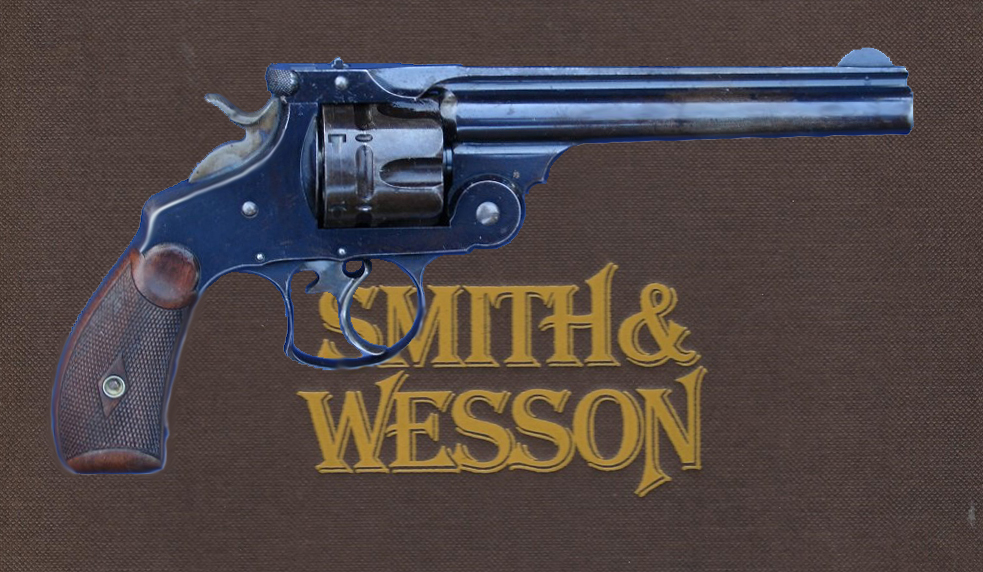
Smith & Wesson Double Action Frontier Revolver cal. .44-40

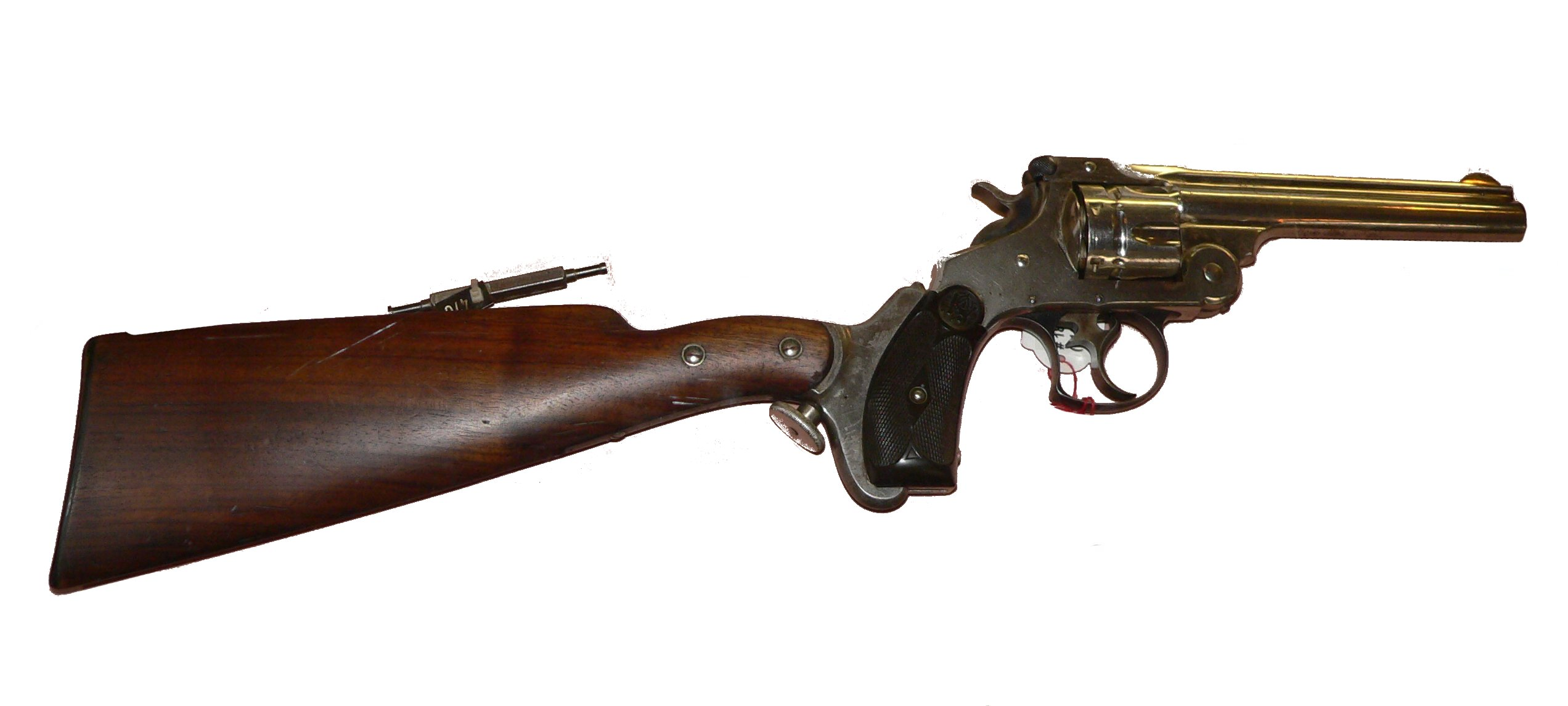
S&W DA cal. 44 mit abnehmbarem Kolben

Im Jahr 1872 entwickelte Smith & Wesson einen Kipplauf-Revolver, mit einem Spannabzug, eine Weiterentwicklung des Modells No. 3, das damals dem zaristischen Russland angeboten (vergl. Smith & Wesson No 3 „Russian Model“), jedoch nicht bestellt wurde.
Die kommerzielle Einführung der „Double Action“-Revolver auf dem amerikanischen Markt erfolgte erst nach 1880; nachdem festgestellt wurde, dass die Verkäufe infolge der von Colt angebotenen Double-Action-Revolver Colt Model 1877 und 1878 abgenommen hatten. Smith & Wesson begann die Markteinführung mit einem kleineren Modell in den Kalibern .38 und .32. Das Design war klassisch an das Modell No. 3 angelehnt, Der Rahmen und Lauf konnten zum Laden nach vorne abgekippt werden und die Waffe hatte wie alle damals üblichen Modelle einen außen liegenden Hahn. Diese Entwicklung sollte zu einer der populärsten Waffen werden; bis zur Einstellung der Produktion im Jahr 1919 wurden 941.119 dieser Revolver hergestellt.

## „Hammerless Model“

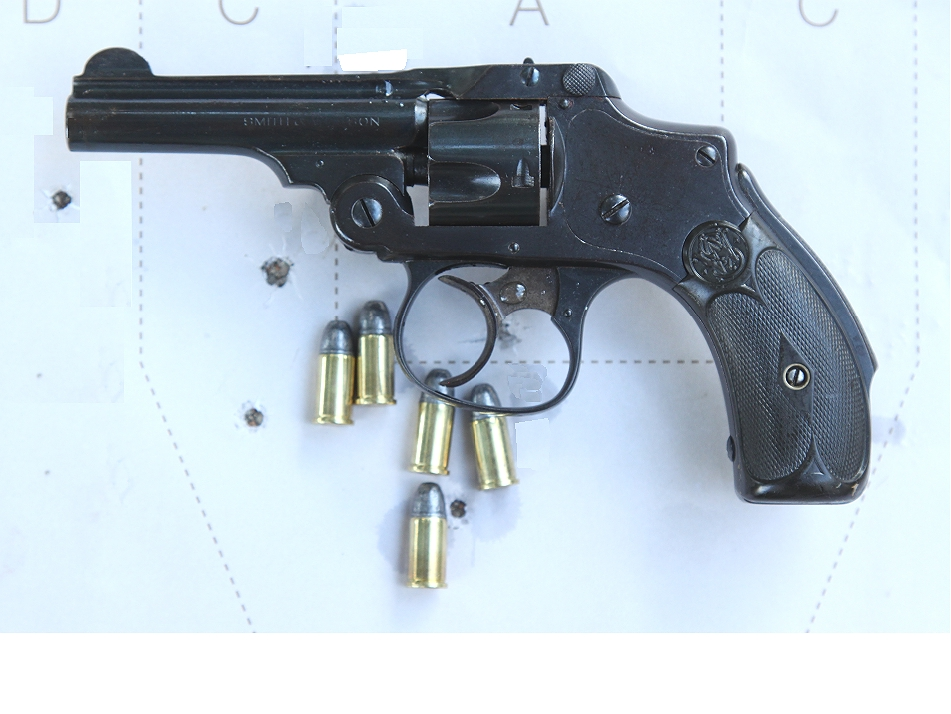
Smith & Wesson „hammerless“ .32 S&W

Ab 1886 brachte Smith & Wesson das „New Departure Safety Model“, auf den Markt, eine „hahnlose“ Version dieses Revolvers („hammerless“). Der Hahn war komplett in den Rahmen integriert und äußerlich nicht mehr sichtbar. Die Waffe konnte nur noch durch das Betätigen des Abzuges abgefeuert werden (Double Action Only). Ein weiteres Sicherheitsmerkmal dieser Waffe war eine im Griffstück eingebaute Mechanik, die nur bei einem starken und festen Griff die Arretierung des Hahns aufhob. Dieses Modell wurde bis 1940 gebaut. 
Das Nachfolgemodell mit Ausschwenktrommel kam im Jahr 1952 auf den Markt und wurde bis 1974 produziert. Auch diese Centennial Model 40 und 42 genannten Waffen bedienten sich derselben, an den Rahmen angepassten Mechanik wie schon das ursprüngliche „Hammerless Model“.

## Trivia
Daniel B. Wesson soll vom Schicksal eines Kindes erfahren haben, das sich beim Hantieren mit einem Revolver schwer verletzt hatte. Daraufhin entwickelte er ein „kindersicheres“ Modell mit der oben beschriebenen Mechanik, die es aufgrund des Kraftaufwandes nur einem Erwachsenen ermöglichen sollte, einen Schuss mit dieser Waffe abzugeben.